# سيرجيو فانتوني
سيرجيو فانتوني (بالإيطالية: Sergio Fantoni)‏ (و. 1930 – م) هو ممثل، وممثل دُبلاج، ومخرج سينمائي، وممثل مسرحي، وممثل أفلام من إيطاليا . ولد في روما.

## روابط خارجية
- سيرجيو فانتوني على موقع IMDb (الإنجليزية)
- سيرجيو فانتوني على موقع ألو سيني (الفرنسية)
- سيرجيو فانتوني على موقع أول موفي (الإنجليزية)
- سيرجيو فانتوني على موقع قاعدة بيانات الأفلام السويدية (السويدية)
- سيرجيو فانتوني على موقع قاعدة بيانات الفيلم (الإنجليزية)
- سيرجيو فانتوني على موقع كينوبويسك (الروسية)